# Seaside Rendezvous
A Seaside Rendezvous a hetedik dal a brit Queen együttes 1975-ös A Night at the Opera albumáról. A szerzője Freddie Mercury énekes volt. Az együttes korai korszakában előszeretettel írt hasonló kabarészerű, az 1920-as évek ragtime zenéjét idéző dalokat (például erről az albumról a „Lazing on a Sunday Afternoon”, vagy az 1976-os „Good Old-Fashioned Lover Boy”).
A felvételen nem használtak elektromos gitárt. Egyszerűségével ellentétben ebből a dalból sem hiányoztak a hangszeres és vokális rájátszások, Mercury az alap zongorajátékot egy Bechstein hangversenyzongorán, a rájátszást egy Chapell zongorán játszotta. A fúvóhangszeres szólót Mercury és Roger Taylor dobos a hangjukkal játszották: Mercury a kürtöt, Taylor a tubát, a trombitát, valamint a szaxofont. Mercury egy szteppbetétet is tervezett bele, de Taylor végül dobokkal oldotta meg a dolgot.
A King’s Singers énekegyüttes előadta a koncertjein.

## Közreműködők
- Ének: Freddie Mercury
- Háttérvokál: Freddie Mercury, Roger Taylor

Hangszerek:
- Roger Taylor: Ludwig dobfelszerelés, Ludwig triangulum
- John Deacon: Fender Precision Bass
- Freddie Mercury: Chapell Jangle zongora, Bachstein hangversenyzongora

## Külső hivatkozások
- Dalszöveg